# Norwan Dorsa
Norwan Dorsa zijn lage heuvelruggen op de planeet Venus. De Norwan Dorsa werden in 1997 genoemd naar Norwan, godin van het licht van de Wintun, een Amerikaans Indiaans volk.
De richels hebben een lengte van 450 kilometer en bevinden zich in het quadrangle quadrangle Atalanta Planitia (V-4).